# Giovanni Sacco
Pour les articles homonymes, voir Sacco.
Giovanni Sacco (né le 25 septembre 1943 à San Damiano d'Asti dans le Piémont et mort le 17 décembre 2020 à Asti) est un footballeur italien, qui évoluait en tant que milieu de terrain, avant de devenir ensuite entraîneur.
Formé à la Juventus de Turin, il y fait ses débuts professionnels. Il dispute son premier match professionnel le 9 décembre 1962 lors d'un nul 1-1 contre Palerme en Serie A. Par la suite, il a notamment joué à la Lazio, l'Atalanta, et ou encore pour l'AC Reggiana.
Il entraîne ensuite Imperia, Asti, Savone et Casale.

## Palmarès
Juventus
- Championnat d'Italie (1) :
  - Champion : 1966-67.
  - Vice-champion : 1962-63.

- Coupe d'Italie (1) :
  - Vainqueur : 1964-65.

- Coupe des villes de foires :
  - Finaliste : 1964-65.